# أندي بيل (مغني)
أندي بيل (بالإنجليزية: Andy Bell)‏ هو مغني وكاتب أغاني بريطاني، ولد في 25 أبريل 1964 في بيتربرة في المملكة المتحدة.

## وصلات خارجية
- الموقع الرسمي
- أندي بيل على موقع IMDb (الإنجليزية)
- أندي بيل على موقع ميوزك برينز (الإنجليزية)
- أندي بيل على موقع إن إن دي بي (الإنجليزية)
- أندي بيل على موقع أول ميوزيك (الإنجليزية)
- أندي بيل على موقع ديسكوغز (الإنجليزية)
- أندي بيل على موقع قاعدة بيانات الفيلم (الإنجليزية)